# چک سنگی قهوه‌ای
چک سنگی قهوه‌ای (نام علمی: Cercomela fusca) نام یک گونه از سرده چک‌های بیابان است.

## نگارخانه

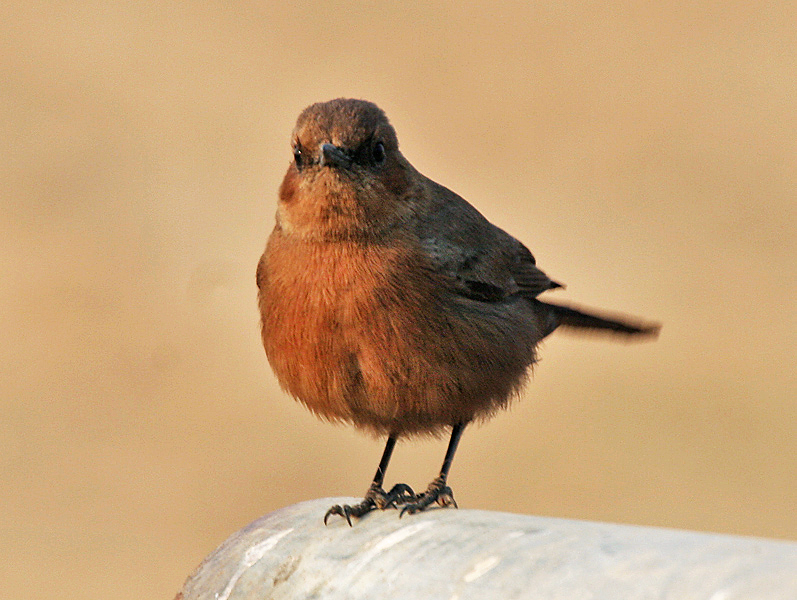
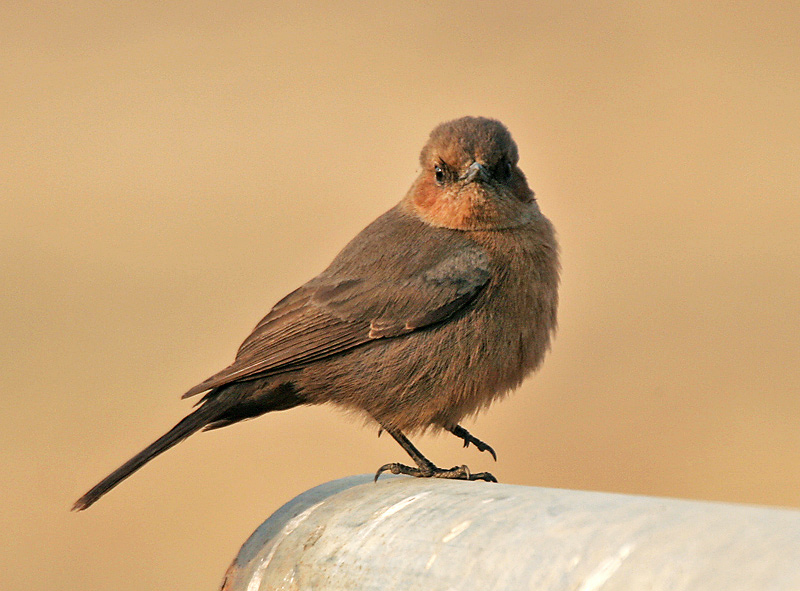
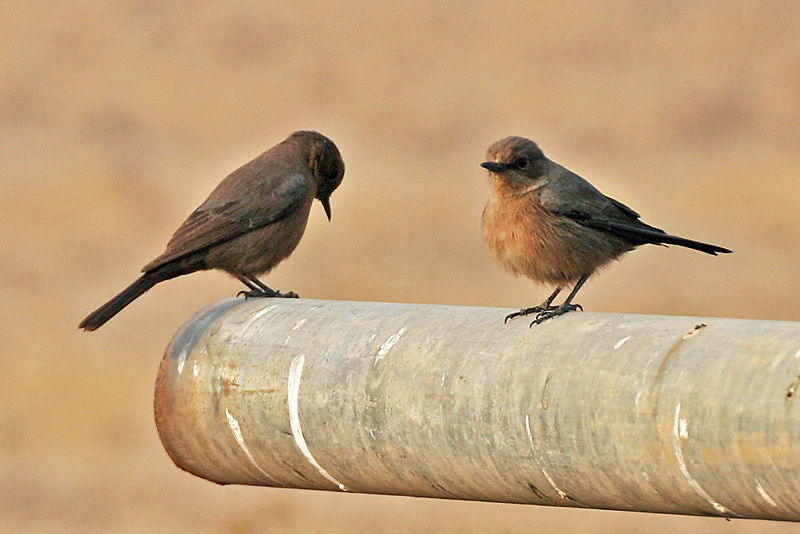
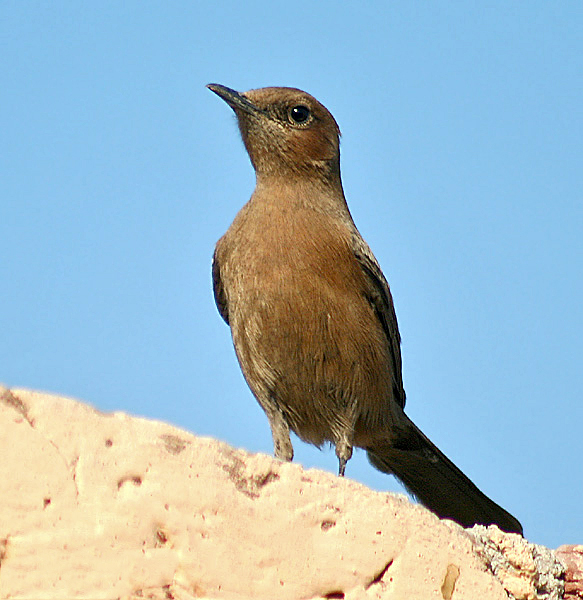
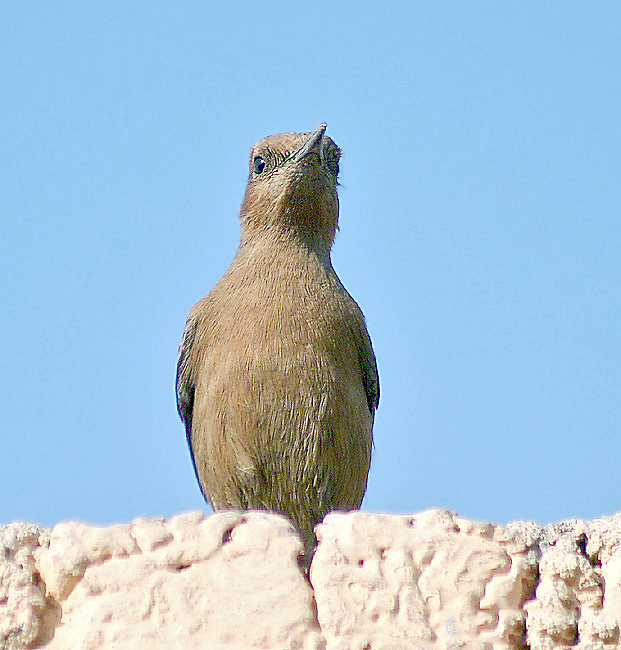